# Lorenzo Gómez-Pardo
Lorenzo Gómez-Pardo Enseniat (Madrid, 3 de enero de 1801 – 30 de
junio de 1847) fue un naturalista y farmacéutico español. Como ingeniero de minas, fue el primer profesor de metalurgia y docimasia en la, por entonces (1836), recién trasladada Escuela de Minas de Madrid.

## Biografía
Lorenzo, al igual que su hermano José nació en Madrid, hijos de una familia de plateros con joyería, tienda y taller en la calle Ciudad Rodrigo, junto a la calle Mayor, censado por Eugenio Larruga en sus Memorias políticas y económicas (1787-1800), y mencionado por Langreo en 1948. El joven Lorenzo, tras hacer los estudios primarios, ingresó en la Real Academia de Nobles Artes de San Fernando para estudiar Matemáticas, y Física Experimental en los Reales Estudios, con José Alonso y Quintanilla, y en el Real Estudio Físico-Químico (entonces en el Palacio Real), con Juan Mieg. Asimismo se hizo miembro de la Sociedad Numismática Matritense.
En octubre de 1819, fue admitido como oyente en el Museo de Ciencias Naturales, como estudiante de Mineralogía, Zoología y Botánica. Tras producirse el levantamiento de Riego, el uno de enero de 1820, Lorenzo Gómez-Pardo, como Casiano de Prado, Ramón Rua y otros entonces estudiantes de la ingeniería de minas, «se unen al movimiento democrático alistándose a la milicia nacional», llegando a ser condecorado como «benemérito a la patria», por su actuación en la Plaza Mayor, durante el asalto a Madrid de los batallones de El Pardo (6 al 7 de mayo de 1822). La inminente llegada de los Cien Mil Hijos de San Luis, le llevó hasta Cádiz, como voluntario para la defensa del Gobierno Constitucional, donde sería nombrado Practicante de Farmacia, por Real Orden de 30 de agosto. Pero al día siguiente cae herido y es hecho prisionero. No obstante, una vez restablecido, Lorenzo fue «nombrado por los
invasores, Ayudante Sanitario del Hospital de Jerez». En 1823 regresó a Madrid, vía Salamanca, y un año después pudo concluir sus estudios como alumno del Museo de Ciencias Naturales y obtener su licenciatura.
Viajó a París en 1825, donde estudió Botánica con René Louiche Desfontaines y Geología con el ingeniero de minas Pedro Cordier, en el Museo de Historia Natural. También en la capital francesa, y entre 1825 a 1826, realizó estudios como farmacéutico práctico en la Central de Hospitales y Hospicios, y a partir del 22 de marzo al 30 de junio de 1826, hizo prácticas en la factoría de productos químicos del doctor Quesneville. Con estas nuevas enseñanzas regresó a España e ingresó en el Colegio de Farmacia de San Fernando,donde se licenció el 30 de agosto de 1828. Su brillante currículo hace que sea elegido junto a Isidro Sáinz de Baranda para estudiar la carrera de ingeniero de minas en Freiberg, destino firmado el 8 de agosto de 1828 por el entonces director general de Minas, Fausto de Elhuyar. A pesar de haber concluido sus estudios en 1831, no volvió a España hasta 1834, coincidiendo en ese periodo alemán con Joaquín Ezquerra y Felipe Bauzá. En Alemania, asimismo, escribió una obra titulada Dos memorias sobre el influjo que ha tenido la extraordinaria producción de las minas de plomo de la Sierra de Gador en la decadencia general de la mayor parte de las de este metal en Europa, así como en la actual de las de Alemania, y más especialmente en las del Hartz. Contienen además una reseña acerca del estado técnico y económico de estas; de los puntos principales en que se expenden sus productos; de sus precios mas comunes, etc. que fue  publicada en Madrid en 1834, por la Imprenta Real.
Tras un viaje por Francia, el 24 de febrero de 1834 fue admitido como socio numerario de la Real Academia de Ciencias Naturales de Madrid, y un año después participa en el proceso de traslado de la carolina Escuela de Minas de Almadén a su nueva ubicación en Madrid. Centro en el que finalmente desempeñó las cátedras de Metalurgia y Docimasia, según R. D. de 3 de mayo de 1835, con el rango inicial de Ingeniero Segundo, siendo nombrado Ingeniero Primero el 10 de
agosto de 1838. Fue inspector del Cuerpo de Ingenieros de Minas y colaborador de la Academia Alemana fundada por Kubn y Hartzenbusch. José Manuel López de Azcona  y José Meseguer (1964) le citan como socio numerario de la Real Academia de Farmacia. Poco antes de su muerte ingresó en la Real Academia de Ciencias Exactas, Físicas y Naturales. Entre 1838 y 1841 ocupó un escaño en el Congreso de los Diputados por el Partido Progresista.
Murió en Madrid a los 46 años de edad y fue enterrado como luego su hermano en el panteón familiar en la Sacramental de San Ginés y San Luis de Chamberí. Siguiendo su última voluntad, su hermano José legaría a la Escuela de Minas –tras su fallecimiento en 1873– la cantidad de 125.000 pesetas, biblioteca, colecciones de minerales e instrumentos de uso de Lorenzo, que el entonces director de la Escuela, Anselmo Sánchez Tirado confió a la base de lo que luego sería la Fundación Gómez-Pardo, iniciándose aquel mismo año la convocatoria de premios, y a partir de 1876 los primeros ensayos de minerales.